# 발렌틴 세로프

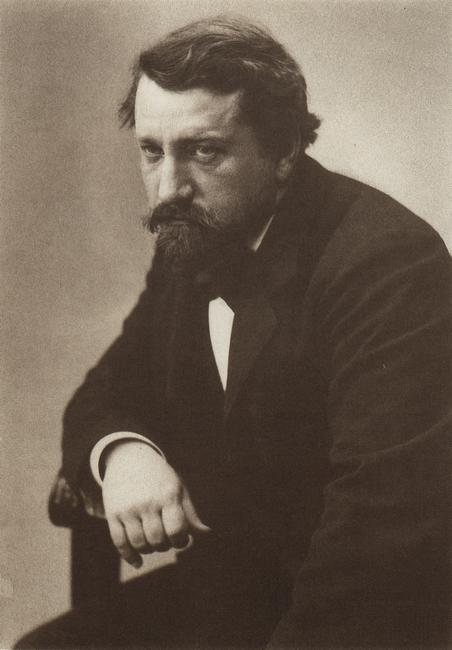
발렌틴 세로프, 1902년

발렌틴 세로프

발렌틴 알렉산드로비치 세로프(러시아어: Валентин Александрович Серов, 1865년 2월 19일 ~ 1911년 12월 5일)는 러시아의 화가이며 당시 최고의 초상화 화가 중 한 명이다.